# Acanthognathus
Acanthognathus – rodzaj mrówek z podrodziny Myrmicinae. Obejmuje osiem gatunków (w tym jeden wymarły, znany z dominikańskiego bursztynu A. poinari), gatunkiem typowym jest A. ocellatus.

## Występowanie
Rodzaj neotropikalny, występuje w Ameryce Południowej i Środkowej.

## Biologia
Tworzy niewielkie kolonie, liczące do 30 dorosłych osobników.
Robotnice tego rodzaju mają wyspecjalizowane, długie i cienkie żuwaczki, rozwierające się do kąta 170°. Mrówki podchodzą do niewielkich owadów i w momencie, gdy zdobycz dotknie jednego z czuciowych włosków na ich wewnętrznej powierzchni, żuwaczki błyskawicznie się zatrzaskują. Czas zamknięcia żuwaczek wynosi poniżej 2,5 ms.

## Taksonomia
Rodzaj dawniej zaliczany do Dacetini. W 2015 roku na podstawie analiz filogenetycznych zaliczony został do Attini przez P.S. Warda i innych.
Należy tu 8 opisanych gatunków:
- Acanthognathus brevicornis M.R. Smith, 1944
- Acanthognathus laevigatus Galvis & Fernández, 2009
- Acanthognathus lentus Mann 1922
- Acanthognathus ocellatus (Mayr, 1887)
- †Acanthognathus poinari Baroni Urbani, 1994
- Acanthognathus rudis Brown and Kempf, 1969
- Acanthognathus stipulosus Brown and Kempf, 1969
- Acanthognathus teledectus Brown & Kempf 1969